# 缅甸竹
缅甸竹（学名：Bambusa burmanica）为禾本科簕竹属下的一个种。

## 扩展阅读
- 維基物種上的相關：缅甸竹